# Madracis
Madracis is een geslacht van neteldieren uit de klasse van de Anthozoa (bloemdieren).

## Soorten
- Madracis asanoi Yabe & Sugiyama, 1936
- Madracis asperula Milne Edwards & Haime, 1849
- Madracis auretenra Locke, Weil & Coates, 2007
- Madracis brueggemanni (Ridley, 1881)
- Madracis carmabi Vermeij, Diekmann & Bak, 2003
- Madracis decactis (Lyman, 1859)
- Madracis formosa Wells, 1973
- Madracis fragilis Neves & Johnsson, 2009
- Madracis hellana Milne Edwards & Haime, 1850
- Madracis interjecta Marenzeller, 1907
- Madracis kauaiensis Vaughan, 1907
- Madracis kirbyi Veron & Pichon, 1976
- Madracis myriaster (Milne Edwards & Haime, 1850)
- Madracis pharensis (Heller, 1868)
- Madracis profunda Zibrowius, 1980
- Madracis senaria Wells, 1973